# 三洋輸送機工業
三洋輸送機工業株式会社（さんようゆそうきこうぎょう、SANYO YUSOKI KOGYO CO.LTD）は兵庫県尼崎市に本社工場を持つ、エレベーターメーカー。
エレベーターに加え、垂直自動搬送機や小荷物専用昇降機などの搬送機械などを製造している。

## 概要
荷物用エレベーター、人荷共用エレベーターを製造しており、近畿圏を中心に、多くの実績を有する。オーダーメードタイプのエレベーターの分野に強みを持ち総ガラス張りのエレベーターや、自動搬送設備を組み込んだエレベーターなど多彩な用途に適したエレベーター造りを得意としている。近年中国、ベトナム、中東など海外への輸出実績も数多い。

## 沿革
- 1955年 大阪市大淀区中津浜通りにて創業
- 1977年 本社工場移転 - 尼崎市南清水
- 1978年 大阪営業所開設
- 1999年 サービスセンター開設
- 2008年 テストタワー建設 - 本社工場

## 製造許認可
- 建設業者登録番号 - 一般建設業　兵庫県知事許可（般-13）第211990号（機械器具設置工事業）
- エレベーター製造許可 - 兵庫労働基準局　兵製許第3009-1号　兵製許第3009-2号　兵製許第3009-3号　兵製許第3009-3号
- 建築基準法第38条認定 - 建設省 兵住指第 28号　荷物用エレベーター「パレットリフター」兵住指第105号　自動車用エレベーター「天井と出入口の戸を省略したかご構造」兵住指第107号　乗用エレベーター「二方向出入口」
- 建築基準法国土交通省大臣認定　国住指第4187号、第4188号、第4189号、第4190号「ロープ式エレベーター常時作動型ブレーキ方式　戸開走行保護装置（UCMP）」